# 林春秋
林 春秋（リム・チュンチュ、림춘추、1912年3月8日-1988年4月27日）は、朝鮮民主主義人民共和国（北朝鮮）の政治家。国家副主席、朝鮮労働党の政治局員などを務めた。 満州派。

## 経歴
1912年に中国の旧満州・吉林省延吉で生まれる。1930年代初めに抗日パルチザンに参加。1945年に朝鮮共産党の平安南道書記になる。周保中の要請により1947年4月から中国に戻って吉林省安図県専員を務める。吉林省民族事務庁長を経て1948年3月から延辺行政督察専員公署専員兼延辺地委副書記を務める。1949年1月21日に開かれた民族工作座談会では「延辺を北朝鮮に帰属させることで、東北地区居住朝鮮人問題を根本的に解決しよう」と主張した。これは林個人の見解か、北朝鮮とある種の合意を行ってからの主張かは不明である。民族工作座談会の後に延辺で職を失ったので北朝鮮に帰国。1950年6月に江原道の党委員会委員長になる。朝鮮戦争中の1950年12月21日、党中央委員会全体会議において、「後退について準備が無く、狼狽えた」として武亭・金一・崔光・金漢中とともに批判され、一時失脚する。
1957年5月から駐アルバニア大使を務める。1962年10月に最高人民会議常任委員会書記長、駐ブルガリア大使を務める。1963年に朝鮮労働党の部長になる。1967年から一時期失脚するが、1972年12月に中央人民委員会書記長になる。1980年10月に党中央委員、党政治局員になる。1983年4月から死去まで国家副主席を務める。1988年4月に死去する。